# Dragan Zdravković
Dragan Zdravković (né le 16 décembre 1959 à Senjski Rudnik) est un athlète serbe concourant pour la Yougoslavie dans les années 1970 et 1980, spécialiste des courses de demi-fond.

## Biographie
Finaliste des Jeux olympiques de 1980, Dragan Zdravković remporte le titre du 3 000 mètres lors des Championnats d'Europe en salle de 1983, à Budapest en devançant dans le temps de 7 min 54 s 73 le Soviétique Valeriy Abramov et l'Ouest-allemand Uwe Mönkemeyer . Il se classe huitième du 1 500 m lors des Championnats du monde 1983.

### Palmarès
| Date | Compétition                    | Lieu     | Résultat | Épreuve |
| ---- | ------------------------------ | -------- | -------- | ------- |
| 1979 | Jeux méditerranéens            | Split    | 2e       | 1 500 m |
| 1980 | Jeux olympiques                | Moscou   | 9e       | 1 500 m |
| 1982 | Championnats d'Europe          | Athènes  | 9e       | 1 500 m |
| 1983 | Championnats d'Europe en salle | Budapest | 1er      | 3 000 m |
| 1983 | Championnats du monde          | Helsinki | 8e       | 1 500 m |
| 1985 | Universiades                   | Split    | 3e       | 1 500 m |

### Records
| Épreuve | Épreuve   | Performance        | Lieu   | Date           |
| ------- | --------- | ------------------ | ------ | -------------- |
| 1 500 m |           | 3 min 34 s 85      | Prague | 20 août 1983   |
| Mile    |           | 3 min 52 s 24 (NR) | Berlin | 17 août 1983   |
| 3 000 m | Plein air | 7 min 40 s 49      | Oslo   | 9 juillet 1983 |
| 3 000 m | Salle     | 7 min 51 s 47      | Milan  | 9 mars 1983    |